# Lijst van wereldrecords simultaandammen
Het wereldrecord simultaandammen gaat om het tegelijkertijd spelen van zo veel mogelijk dampartijen met een score van minstens 80%. Er worden eisen gesteld aan het niveau van de tegenstanders. Minstens de helft van de tegenstanders moet een ervaren clubdammer zijn. Het record is sinds 7 november 2010 met 251 partijen in handen van Jos Stokkel die het vestigde van zaterdag 6 november 11.15 uur tot zondag 7 november 5.15 uur in een dependance van het ROC van Twente.

## Verloop wereldrecord simultaan dammen
| Speler             | Datum                 | Plaats               | Totaalscore             | Percentage | Wi - Re - Ve      | Duur    |
| ------------------ | --------------------- | -------------------- | ----------------------- | ---------- | ----------------- | ------- |
| Baba Sy            | 27 januari 1962       | Den Haag             | 150 partijen 257 punten | 85,7%      |                   | 7u.50m  |
| Ton Sijbrands      | 10 juni 1967          | Amersfoort           | 169 partijen 273 punten | 80,8%      |                   | 12u.00m |
| Harm Wiersma       | 23 juli 1975          | Hierden              | 187 partijen 341 punten | 91,2%      |                   | 10u.37m |
| Harm Wiersma       | 31 mei 1980           | Slagharen            | 200 partijen 366 punten | 91,5%      |                   | 12u.01m |
| Harm Wiersma       | 30 april 1983         | Valkenburg (Limburg) | 210 partijen 371 punten | 88,3%      |                   | 13u.20m |
| Jannes van der Wal | 16 en 17 juni 1984    | Biddinghuizen        | 225 partijen 428 punten | 95,1%      |                   | 18u.17m |
| Anton van Berkel   | 2 en 3 september 2006 | Tilburg              | 249 partijen 405 punten | 81,3%      | 173 W, 59 R, 17 V | 19u.27m |
| Jos Stokkel        | 6 en 7 november 2010  | Hengelo              | 251 partijen 410 punten | 81,7%      | 174 W, 62 R, 15 V | 17u.46m |